# Olwen (Vorname)
Olwen ist ein weiblicher Vorname.

## Herkunft und Bedeutung
Der Name stammt aus Wales und bedeutet weißer Fußabdruck/weiße Spur. Er wird gebildet aus dem walisischen ol (Fußabdruck, Spur) und gwen (weiß, fair/ehrlich/echt, gesegnet). 
In einer walisischen Legende war Olwen ein schönes Mädchen, der Liebhaber von Culhwch und die Tochter des Riesen Yspaddaden. Ihr Vater bestand darauf, dass Culhwch mehrere scheinbar unmögliche Aufgaben bestehet, bevor er ihm erlaubte, sie zu heiraten. Culhwch war bei allen Aufgaben erfolgreich.
Varianten sind Olwin und Olwyn.

## Bekannte Namensträgerinnen
- Olwen Brogan (1900–1989), britische Archäologin
- Olwen Hufton (* 1938), britische Historikerin
- Olwen Catherine Kelly, irisches Model und Schauspielerin
- Olwen Thorn (* 1984), britische Skilangläuferin und Biathletin